# Ізабела I (королева Єрусалиму)
Ізабела I (фр. Isabelle I de Jérusalem; 1172 — 5 квітня 1205) — королева Єрусалиму (1192—1205).

## Біографія
Народилася у 1172 році у родині короля Амальріка I та його другої дружини Марії Комнін. У 1174 році втратила батька. Мати вийшла заміж вдруге — за Баліана д'Ібелін, сеньйора Наблуса. Своє дитинство провела у Наблусі. За часи правління хворого Балдуїна IV мати разом з Баліаном намагалися зробили Ізабелу спадкоємицею трону. Вони наполягали, що саме вона народилася в законному шлюбі. У 1180 році відбулися заручини Ізабелли з представником родини Торон. Це було необхідно, щоб підтвердити статус Ізабели як майбутньої королеви. Водночас шлюб з маловпливовим чоловіком забезпечував панівне становище для Марії Комнін та Баліана д'Ібеліна. У 1183 році вона взяла шлюб з 10-річним Онфруа IV де Торон. Весілля відбулося у Кераці Моавському. В цей час його взяв в облогу Салах ад-Дін, втім, завдяки своєчасній допомозі короля Балдуїна IV молодят вдалося врятувати від полону. Після весілля деякий час тривала боротьба за право на спадкоємництво королівства між Ібелінами, прихильниками Ізабели, та Сибілою, яка спиралася на новоприбулих лицарів, здебільшого із Франції. Зрештою остання домоглася призначення королем-консортом свого чоловіка Гі де Лузіньяна.
З цього моменту до 1190 року Ізабела ніякої ролі у політиці не відігравала. З початком Третього хрестового походу Ібеліни знову почали плести інтриги, щоб передати корону Ізабелі. Вони вирішили спиратися на Конрада Монферратського. Після смерті королеви Сибіли почалися інтриги стосовно передачі влади Ізабелі. У 1190 року Марія Комнін влаштувала розрив шлюбу доньки з Онфруа де Торон, а у 1191 році Ізабела вийшла за Конрада Монферратського. При цьому вона не прийняла королівський титул, передавши його чоловікові. Але той вже 1192 року був вбитий асасинами. Тоді, за наполягання короля Річарда I Левового Серця, Ізабелу пошлюбив його небіж Генріх Шампаньський. Цього разу Ізабелу I оголосили королевою. Проте вона нею залишалася номінально, за неї правив чоловік. Мешкала вона в цей час у Тірі. У 1197 році Генріх загинув  внаслідок нещасного випадку. Наступного року за наполяганням роду Ібелінів королева вийшла заміж за Амальріка Лузіньяна. Вона знову передала реальну владу чоловікові та Ібелінам. Померла Ізабела I 5 квітня 1205 року в Акрі, куди було перенесено столицю Єрусалимського королівства.

## Родина
1. Чоловік — Онфруа IV (1166—1197), син Онфруа III, володаря Торона
2. Чоловік — Конрад (1140—1192), маркграф Монферратський
Діти:
- Марія (1192—1212)

3. Чоловік — Генріх II (1166—1197), син Генріха I Шампанського
Діти:
- Марія (1193—1205)
- Аліса (1195—1246),дружина Гуго I, короля Кіпру, потім Боемунда V, князя Антіохії
- Філіппа (1197—1250)

4. Чоловік — Амальрік Лузіньян, король Кіпру
Діти:
- Сибіла (1198—1252), дружина вірменського царя Левона II
- Мелісенда (1200—1249), дружина Боемунда IV , князя Антіохії
- Амальрік (1201—1205)